# Julia Tyler
Julia Tyler (East Hampton, New York, SAD, 4. svibnja 1820. — Richmond, Virginia, SAD, 10. srpnja 1889.) bila je supruga 10. američkog predsjednika Johna Tylera od 26. lipnja 1844. do 4. ožujka 1845.